# Light the Torch
Pour les articles homonymes, voir Devil You Know.
Light the Torch, anciennement Devil You Know, est un groupe américain de metalcore, originaire de Los Angeles, en Californie.

## Histoire

### Devil You Know (2012–2017)
Le groupe est formé lorsque le guitariste Francesco Artusato (All Shall Perish, Hiss of Atrocities) et le batteur John Sankey (Devolved) ont commencé à jammer et à écrire ensemble en 2012. Après 30 à 40 idées de chansons, ils décident de chercher un chanteur. Quelques enregistrements de démos sont envoyés à Howard Jones (Killswitch Engage, Blood Has Been Shed) qui sera intéressé et rejoindra le groupe à la fin de l'année 2012. Le groupe s'appelle Devil You Know.
Au début de 2013, le groupe commence à enregistrer avec Logan Mader, producteur et ex-guitariste de Machine Head (Gojira, Five Finger Death Punch). Le 23 octobre 2013, la signature du groupe  chez Nuclear Blast est annoncée. Un jour plus tard, la première chanson démo Shut It Down est mise en ligne sur la page Facebook du groupe. Le 31 octobre 2013, la démo est publiée officiellement sur la chaîne YouTube du label. Le 19 décembre 2013, le groupe annonce avoir terminé l'enregistrement de l'album et que le bassiste Ryan Wombacher (Bleeding Through) et le guitariste Roy Lev-Ari (Hiss of Atrocities) avaient rejoint le groupe.
En février-mars 2014, le groupe participe au Soundwave Festival en Australie. Le 5 mars 2014, le premier single Seven Years Alone sort. Le 27 mars 2014, le clip officiel de Seven Years Alone sort. Le premier album du groupe, The Beauty of Destruction, est mixé par Chris « Zeuss » Harris, et sort le 24 avril (UE), le 28 avril (Royaume-Uni) et le 29 avril 2014 (États-Unis et le reste du monde) chez Nuclear Blast. Il se classe à la 50e place du Billboard 200, se vendant à près de 6 000 exemplaires la première semaine.
En avril-juin 2014, le groupe participe au Revolver Golden Gods Tour avec Black Label Society, Down et Butcher Babies. Le 31 octobre 2014, un clip vidéo pour It's Over sort. Le 9 mars 2015, le groupe a publié un clip vidéo officiel pour As Bright as the Darkness. En juin 2015, le groupe commence à enregistrer le deuxième album. Le 10 septembre 2015, le groupe sort Stay of Execution, le premier single du deuxième album intitulé They Bleed Red qui est sorti le 6 novembre 2015, via Nuclear Blast.

### Light the Torch (depuis 2017)
Le 26 juillet 2017, le groupe annonce via les médias sociaux son changement de nom pour Light the Torch, sans autre explication que d'indiquer « une déclaration complète sera faite bientôt et un nouvel album est très proche d'être terminé. C'est un nouveau départ et on ne peut pas être plus excités. » Jones révèle dans une interview du 13 octobre 2017 que le groupe avait dû changer de nom en raison de problèmes juridiques liés au départ de Sankey du groupe, et à la façon dont ce dernier voulait revendiquer une partie des droits d'auteur sur le nom,. Light the Torch sort son premier album studio, Revival, le 30 mars 2018.
Le groupe sort son dernier album, You Will Be the Death of Me, le 25 juin 2021.
Le 9 avril 2021, le groupe publie le single Wilting in the Light sur YouTube, extrait de leur dernier album You Will Be the Death of Me. Le clip vidéo présente Alex Rüdinger de Whitechapel en tant que nouveau batteur du groupe. Le 4 juin 2021, ils sortent un autre single intitulé Let Me Fall Apart.

## Discographie

### Albums studio
- 2014 : The Beauty of Destruction (Nuclear Blast)
- 2015 : They Bleed Red (Nuclear Blast)
- 2018 : Revival (Nuclear Blast)
- 2021 : You Will Be the Death of Me (Nuclear Blast)

### Singles
- 2014 : Seven Years Alone
- 2021 : Wilting in the Light

### Clips
- 2014 : Seven Years Alone
- 2022 : Death of Me